# Потьомкінські сходи
Потьо́мкінські схо́ди (до 1955 Бульварні сходи, раніше Рішельєвські сходи, в XIX столітті Гігантські сходи) — відомі сходи в Одесі, що поєднують центр міста з гаванню та Морським вокзалом.
На сьогодні сходи складаються зі 192 сходинок (спочатку їх було рівно двісті, проте при розширенні порту вісім сходинок було засипано) і десяти прольотів. Довжина сходів — 142 метри, вони побудовані перспективно — їх нижня частина (довжиною 21,7 м) значно ширше верхньої частини (12,5 м), завдяки чому при погляді зверху сходів складається враження однакової ширини протягом всієї довжини сходів. Парапети сходів здаються паралельними та видно тільки майданчики (окрім верхнього маршу). При погляді знизу сходи здаються довшими та видний тільки суцільний каскад сходинок.

## Історія Потьомкінських сходів

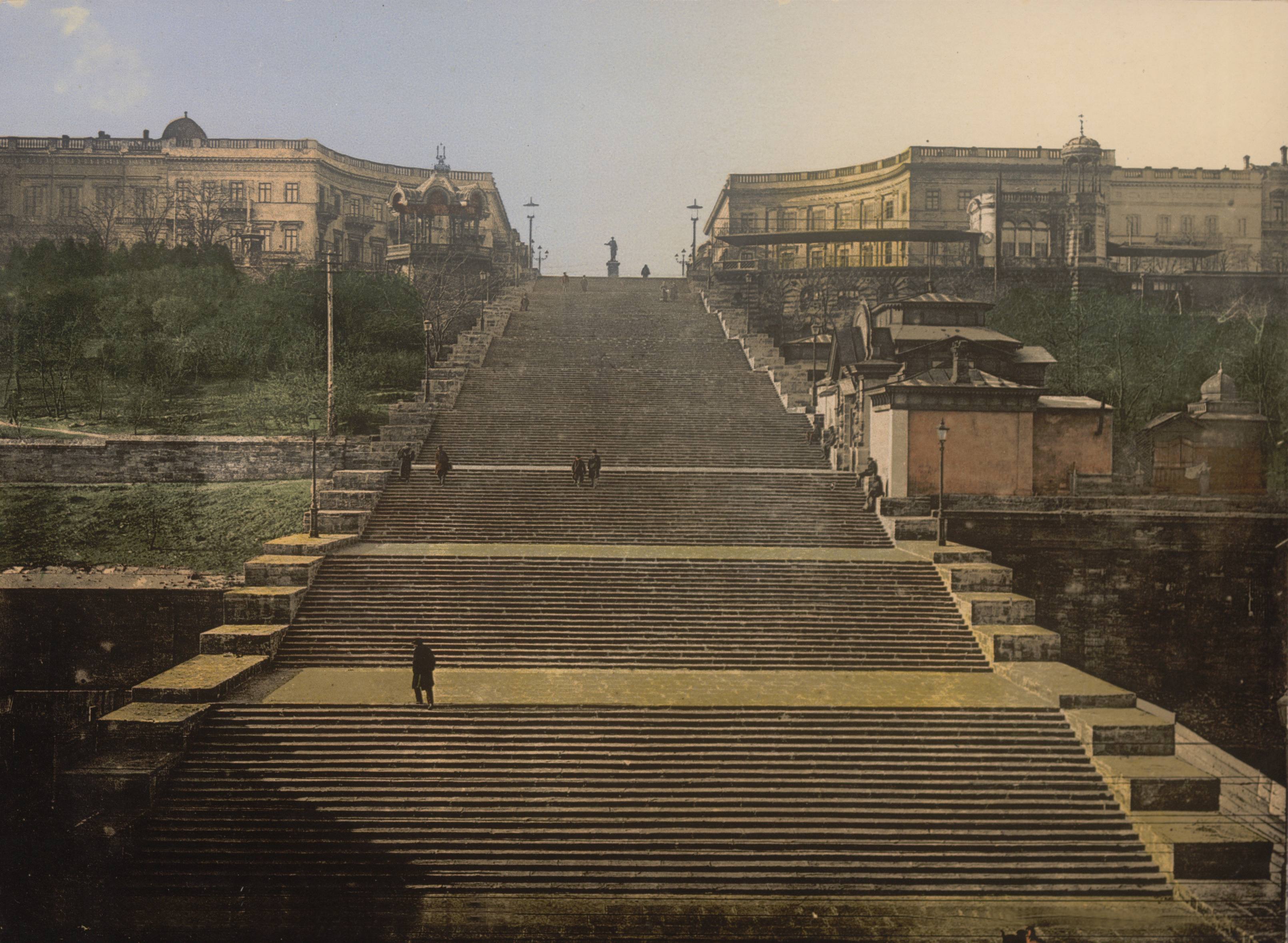
Листівка з виглядом потьомкінських сходів. 1890-ті

Одесі, що знаходиться на піднесенні, потрібний був доступ до розташованого біля моря порту.
В перші роки існування Одеси море підходило майже до самого обриву майбутнього Приморського бульвару. Потім море «відтіснили» Приморська вулиця (певний час мала ім'я пов'язаного з заснуванням міста Олександра Суворова) та портові споруди.
Вже після від'їзду Пушкіна з Одеси на схилі з'явилися дерев'яні сходи.
Гігантські сходи були спроєктовані в 1825 році архітекторами Франческо Боффо, Авраамом Мельниковим і Потьє, а побудовані в 1837-1841 інженерами Аптоном і Ю. Морозовим. Світлий князь Воронцов розпорядився побудувати сходи в подарунок своїй дружині Єлизаветі, вони коштували місту 800 тис. рублів.
Сходи побудовані «на тому місці, де була стежина», як стверджував одеський старожил Михайло Дерибас.
Відповідно архітектурній досконалості конструкція сходів, в основному розроблена інженером Аптоном. Це гігантський, складений з місцевого вапняку клин, що покоїться на дерев'яних палях і «прорізає» трьома поздовжніми та дев'ятьма поперечними склепінчастими коридорами або галереями, які утворюють на перетинах масивні стовпи. Стовпи й підтримують самі сходи: похилу площину з укладеними поверх неї сходами. Крізні поперечні галереї утворили на бокових стінках сходів красиві аркади.
Детально повідав про них в листі з Одеси російський драматург О. М. Островський: «З бульвару до моря ведуть єдині у своєму роді сходи, вони розділені на 10 уступів по 20 сходинок кожен. Здається, 200 сходинок, а входиш легко». (Цей ефект досягався шляхом оптимального кута нахилу сходів і кількості майданчиків, що дозволяють пішоходові відпочити).
Точність репортажу опису, зробленого О. М. Островським, сьогодні може викликати сумнів лише в кількості сходинок, яких спочатку дійсно було рівно двісті, і сходи спускалися мало не до самого моря.
Засвідчив це, зокрема, поет Яків Полонський. Описуючи Одесу в романі «Дешеве місто», він писав: «Одеса опускала в сині хвилі нижні ступені своїх колосальних сходів».
Пізніше, при плануванні Приморської вулиці, вісім сходинок засипали, і вони, як стверджують старожили, і понині «покояться» в глибині проїжджої частини.
Згодом терасування схилів «замаскувало» конструкцію сходів, і з боку фунікулера вони здаються укладеними пологим схилом, ніби «широке розстелене полотнище», як відзначив український письменник Іван Нечуй-Левицький.
Весною 1919 року на їх майданчиках ставив спектаклі місцевий Камерний театр. Всесвітньо відомими вони стали завдяки фільму «Броненосець Потьомкін» (1925) Сергія Ейзенштейна, у ключовій сцені якого дитячий візок котиться сходинками сходів.
Сходи поступово руйнувала ерозія, і в 1933 році вапняк був замінений рожево-сірим гранітом, а майданчики були покриті асфальтом.
На агітаційних плакатах часів німецько-радянської війни сходи втілювали Одесу.
У 1955 році до 50-річчя повстання на броненосці сходи, що до революції називалися Рішельєвськими, а потім Бульварними, були перейменовані в Потьомкінські.

## 1905рік іСергій Ейзенштейн
Увечері 14 червня 1905 року бунтівний панцерник Чорноморського флоту Імператорської Росії «Князь Потьомкін Таврійський» під червоним прапором віддав якір на Одеському рейді.
На ранок, коли матроси перевезли на Платонівський мол тіло вбитого офіцером одного з організаторів повстання Григорія Вакуленчука, в порт по вулицях, спусках, сходам хлинули одесити.
Був серед них молодий журналіст Корній Чуковський, згодом відомий письменник. За його словами, вже в середині дня 15 червня верхній майданчик сходів перекрили царські козаки.
Увечері «сходи суцільно зайняті козаками й в гавань вже не пройти. Пізніше я дізнався, що влада з ідіотською старанністю спробувала закоркувати всі входи та виходи до моря.
„Народні маси“ влаштували вакханалію в порту, підпали пакгаузів і п'яний бешкет …кримінального елементу. Влада водночас перешкоджала робітникам прорватися в порт.
При цьому, як свідчать документи, „війська відкрили рушничну стрілянину“, але чи було це, зокрема, на сходах, не відомо.» Корній Чуковський, нарис «1905 рік, червень».
Коли через два десятиліття Сергій Ейзенштейн знімав в Одесі свій фільм, він сконцентрував в сценах на сходах те, що відбувалося в різних частинах міста і створив узагальнену картину тупого насильства і безнадійного людського відчаю.
«Дитина зовсім маленька, років восьми. Її доля на сходах така: вона з матір'ю вдивлялася в далекий броненосець, і раптом прийшли солдати-карателі, — переказував цю сцену письменник літературознавець Віктор Шкловський, — побігли люди, люди почали ховатися за каменями уступів, бігти по сходинках».
Незабаром після виходу фільму поет Микола Асєєв в нарисі "Як знімався фільм "Броненосець «Потьомкін» стверджував, що «одеські сходи… не забудуться глядачами». Дитячий візок, пущений по сходах асистентами великого режисера, прокотився екранами всього світу, а сходи, що стали широко відомими, почали називатися Потьомкінськими. І літератори, які писали про них, нерідко вже відштовхувалися від подій, зображених у фільмі, підміняючи історичну реальність вигадкою Ейзенштейна.
Історія і кінематограф назавжди пов'язали Гігантські сходи з бунтівним броненосцем «Потьомкін».
11 липня 2015 року на Потьомкінських сходах відбулося урочисте відкриття пам'ятного знака Європейської Кіноакадемії (англ. European Film Academy, EFA). Цей знак закріплює за Потьомкінськими сходами звання «Скарб європейської кінокультури» (англ. Treasure of European Film Culture). У пресрелізі Європейської Кіноакадемії зазначено, що «Потьомкінські сходи, безсумнівно, одне з найвідоміших історичних місць у світі кіно». Такі знаки встановлені раніше в чотирьох місцях: в Ліоні (Франція) на будинку, де народилися брати Люм'єри; науково-методичному кабінеті-музеї С. Ейзенштейна в Москві; Центрі Бергмана на Форе (Швеція) і Світі Тоніно Гуерра в Пеннабіллі (Італія).

## Відомі люди про сходи
Вниз до гавані спускаються гігантські кам’яні сходи. В них двісті сходинок, кожна п’ятдесяти футів завдовжки, і через кожні двадцять сходинок просторий майданчик... Це прекрасні сходи.
— Марк Твен, що відвідав Одесу, роман Простаки за кордоном 1869. Називаючи їх гігантськими, Твен шанобливо відізвався про розміри сходів, але вони багато років так і називалися — Гігантські сходи на Приморському бульварі.
- «Один з найкращих пам’ятників, які тільки має Одеса». — Юзеф Крашевський, польський письменник 1843.
- Микола Гарін назвав сходи в романі «Гімназисти» — «величезними».
- Олександр Грін у розповіді «Випадковий дохід» — «знаменитими».
- Жюль Верн (заочно) у романі «Дурень Кербабан» — «монументальними».
- А. Свірський, автор «Рижика», — «колоссальними».

Дивовижні Потьомкінські сходи, коли підіймаєшся їхніми широкими кам'яними сходинками, здається, що вони спрямовані прямо в небо. І від цього відчуття не можна звільнитися, скільки б разів ти ними не підіймався. І ще вони нагадують про дитинство і про перше побачення. А коли ти стоїш на верхньому майданчику, і перед тобою морська далечінь в бузковому серпанку, тоді приходять думи… -Олександр Воїнов, радянський письменник, повість «Комендантська година» 1970-ті.

## Фунікулер

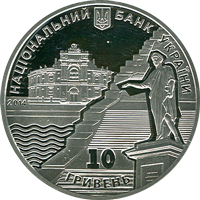
На ювілейній монеті НБУ присвяченій 220 — річчю Одеси

Поряд зі сходами діє Одеський фунікулер, що поєднує Приморську вулицю з Приморським бульваром. Він був побудований в 1902 році, а в 1971 році замінений ескалаторами, архітектори Ігор Масленков, Вольдемар Богдановський, Тамара Целіковська. Після ламання ескалаторів 1997 року обслуговування ескалаторів було припинено, а міською владою ухвалено рішення побудувати новий фунікулер, який був відкритий 2 вересня 2005 року на честь 211-річчя з дня заснування Одеси.
Фунікулер складається з одного вагону, розрахованого на 10 осіб. Час в дорозі становить 1 хвилину 10 секунд.

## Цікаві факти
- Щорічно проводиться забіг «Вгору Потьомкінськими сходами». Рекорд змагання становить 24,6 секунди.
- За результатами дослідження, проведеного під егідою компанії Marketing e tv, Потьомкінські сходи увійшли під шостим номером в десятку найкрасивіших сходів в Європі.
- Через особливості берегової лінії Потьомкінські сходи спускаються до моря на північ, а не на південь.
- В ході VI Одеського міжнародного кінофестивалю, який проходив у 2015 році, Європейська кіноакадемія присвоїла Потьомкінським сходам статус «Скарб європейської кінокультури».[2]